# Pentacloruro de antimonio
El pentacloruro de antimonio es un compuesto químico de fórmula SbCl5. Es incoloro, aunque en algunas muestras es de color amarillento por el cloro disuelto. Por su tendencia a hidrolizarse en forma de ácido clorhídrico, el SbCl5 es una sustancia muy corrosiva y debe almacenarse en recipientes de vidrio o PTFE.

## Preparación y estructura
El pentacloruro de antimonio se prepara pasando gas cloro por el tricloruro de antimonio fundido:
SbCl3 + Cl2 → SbCl5
El SbCl5 gaseoso presenta una estructura bipiramidal trigonal.

## Reacciones
Este compuesto reacciona con el agua para formar el pentóxido de antimonio y el ácido clorhídrico:
2 SbCl5 + 5 H2O → Sb2O5 + 10 HCl
También se conocen los monohidratos y tetrahidratos, SbCl5·H2O y SbCl5·4H2O.
Este compuesto forma aductos con muchas bases de Lewis. El SbCl5 es un ácido de Lewis débil y sus parámetros del modelo ECW son EA = 3,64 y CA = 10,42. Se usa como un ácido de Lewis blando en la escala de Gutmann de basicidad de Lewis.
Es también un fuerte agente oxidante. Por ejemplo, los éteres aromáticos se oxidan en sus cationes radicales según la siguiente estequiometría:
3 SbCl5 + 2 ArH → 2 (ArH+)(SbCl6−) + SbCl3

## Aplicaciones
El pentacloruro de antimonio se usa como un catalizador para la polimerización y para la cloración de compuestos orgánicos.

## Precauciones
El pentacloruro de antimonio es una sustancia muy corrosiva que debe almacenarse lejos del calor y la humedad. Es un agente de cloración y, en presencia de humedad, libera gas cloruro de hidrógeno. Por este motivo, si se manipula en una atmósfera húmeda, puede deteriorar incluso las herramientas de acero inoxidable (como las agujas). No debe manipularse con plásticos que no estén fluorados (como las jeringuillas de plástico, los septos de plástico o las agujas con accesorios de plástico), porque funde y carboniza estos materiales.